# Вендел (1982)
Вендел Жералдо Маурисио э Силва (порт. Wendel Geraldo Maurício e Silva; 8 апреля 1982, Мариана) — бразильский футболист, полузащитник.

## Карьера
Начал карьеру в «Крузейро», в составе которого в 2000 году дебютировал в чемпионате Бразилии. Первые два сезона был игроком запаса, сыграв всего в 4 матчах Серии А, с 2002 года стал проводить больше матчей в основном составе. Трижды выигрывал с «Крузейро» чемпионат штата, по два раза — Кубок Бразилии и Кубок Сул-Минас, а в 2003 году стал чемпионом Бразилии.
Осенью 2004 года перешёл на правах аренды в португальский «Насьонал». Проведя 15 матчей и забив в них 3 мяча, вернулся в Бразилию, но вновь в аренду, на этот раз — в «Сантос». В 2006 году выиграл с командой чемпионат штата.
В августе 2006 года стал игроком французского «Бордо». Дебютировал в матче 5-го тура против «Ниццы» 9 сентября (3:2) и уже в этой игре забил свой первый гол за «Бордо». В целом играл во Франции довольно результативно: забив в первом сезоне всего 6 мячей, в сезонах-2007/08 и 2009/10 забил 12 и 11 мячей соответственно.
В конце 2015 года стал игроком «Гояса».

## Достижения
- Крузейро
  - Чемпион Бразилии : 2003
  - Чемпион штата Минас-Жерайс: 2002 (экстра-чемпионат), 2003
  - Кубок Бразилии (новый): 2003
  - Победитель турнира Сул-Минас: 2001, 2002
- Бордо
  - Чемпион Франции: 2008/09
  - Серебряный призёр чемпионата Франции: 2007/08
  - Обладатель Суперкубка Франции: 2008
  - Обладатель Кубка Французской лиги: 2006/07 2008/09